# Władimir Borowikowski
Władimir Łukicz Borowikowski (ros. Владимир Лукич Боровиковский) (ur. 24 lipca?/4 sierpnia 1757 w Mirgorodzie, zm. 6 kwietnia?/18 kwietnia 1825 w Petersburgu) – rosyjski malarz-portrecista, ukraińskiego pochodzenia. Tworzył i mieszkał głównie w Petersburgu.

## Życiorys
Władimir Borowikowski urodził się w rodzinie kozackiej jako jeden z czterech synów. Jego ojciec Łuka Borowik dorabiał jako malarz ikon. Wszyscy synowie służyli w mirgorodzkim regimencie, lecz Władimir po uzyskania stopnia podporucznika wystąpił z wojska i zajął się malowaniem ikon.
Dzięki przypadkowi został artystą malarzem. Podczas podróży po Noworosji caryca Katarzyna zatrzymała się w Krzemieńczuku. Przyjaciel Borowikowskiego, poeta i dramaturg Wasilij Kapnist skłonił go do namalowania dwóch alegorycznych obrazów dla ozdoby carskiego apartamentu, z których jeden przedstawiał cara Piotra I i carycę Katarzynę jako siewców, drugi Katarzynę jako boginię Minerwę. Obrazy spodobały się carycy, która umożliwiła mu wyjazd do Petersburga.
Po przyjeździe do Petersburga Władimir Borowik zmienił nazwisko na Borowikowski.
W ciągu pierwszych dziesięciu lat pobytu w Petersburgu mieszkał w domu poety, architekta, muzyka i teoretyka sztuki Nikołaja Lwowa. Ponieważ ze względu na wiek nie mógł studiować na Akademii Sztuk Pięknych, kształcił się prywatnie u Dymitra Lewickiego i Jana Chrzciciela Lampiego.
W roku 1795 uzyskał stopień akademicki i został uznanym malarzem-portrecistą. W ciągu całego życia stworzył około 500 portretów, z których do naszych czasów przetrwało około 400. Założył własna pracownię, powierzał wykańczanie obrazów swoim asystentom. Stworzył portrety członków rodziny carskiej, dostojników dworskich, generałów oraz artystów i literatów.
Borowikowski nie uczył na Akademii, lecz w jego domu zamieszkiwało wielu studentów tej uczelni, wśród nich Aleksiej Wenecjanow i Iwan Bugajewski-Błagodarny.
Po roku 1819 Borowikowski został członkiem loży wolnomularskiej „Umierający Sfinks”. W tym czasie zajął się malowaniem ikon, m.in. dla ikonostasu cerkwi na Cmentarzu Smoleńskim i dla Soboru Kazańskiego.
Zmarł nagle na zawał serca i został pochowany na Cmentarzu Smoleńskim.

## Dzieła

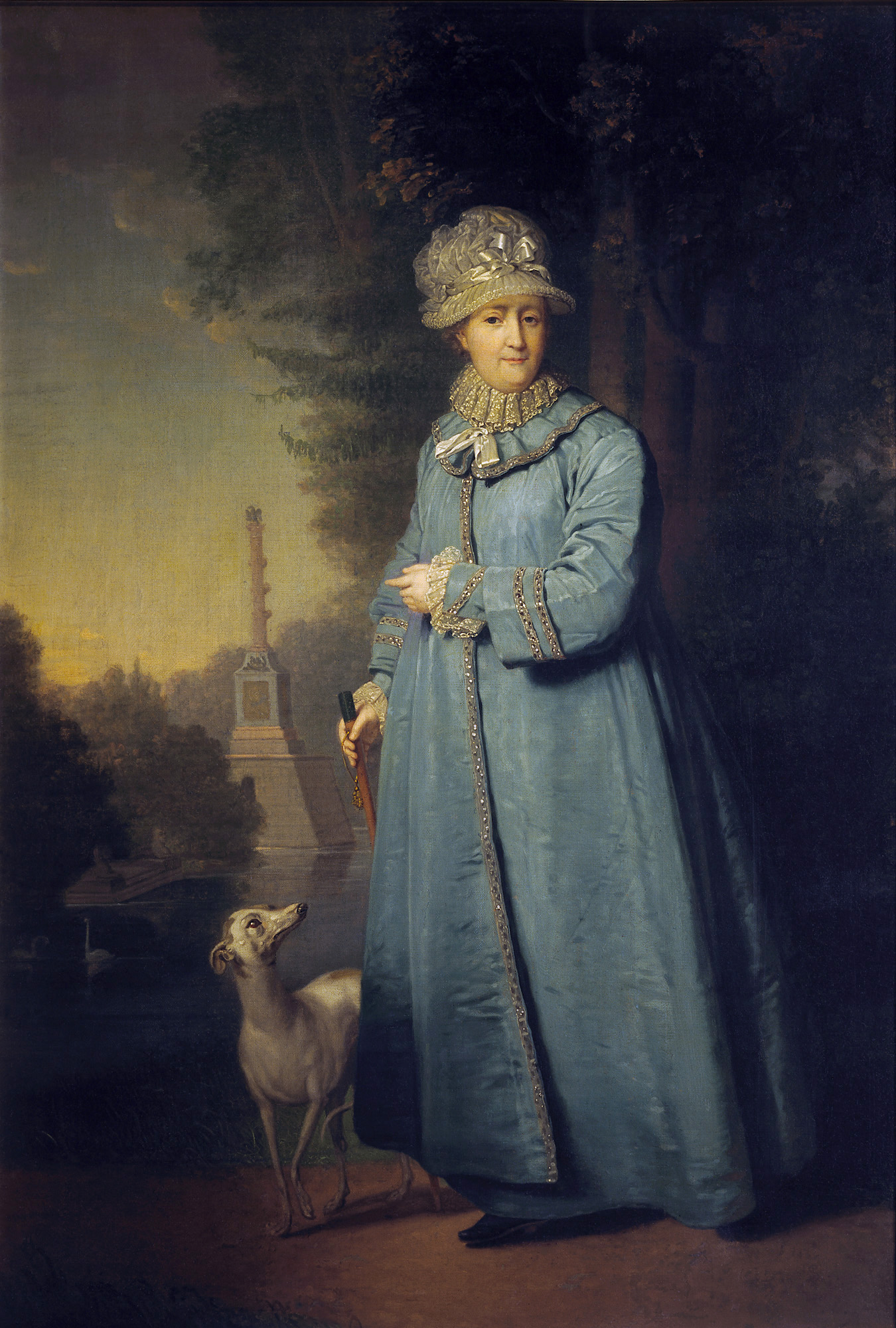
Katarzyna II w Carskim Siole (1794)
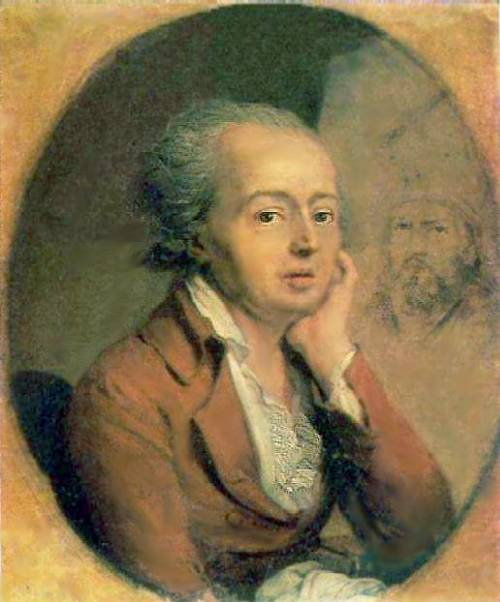
Portret Dymitra Lewickiego (1796)
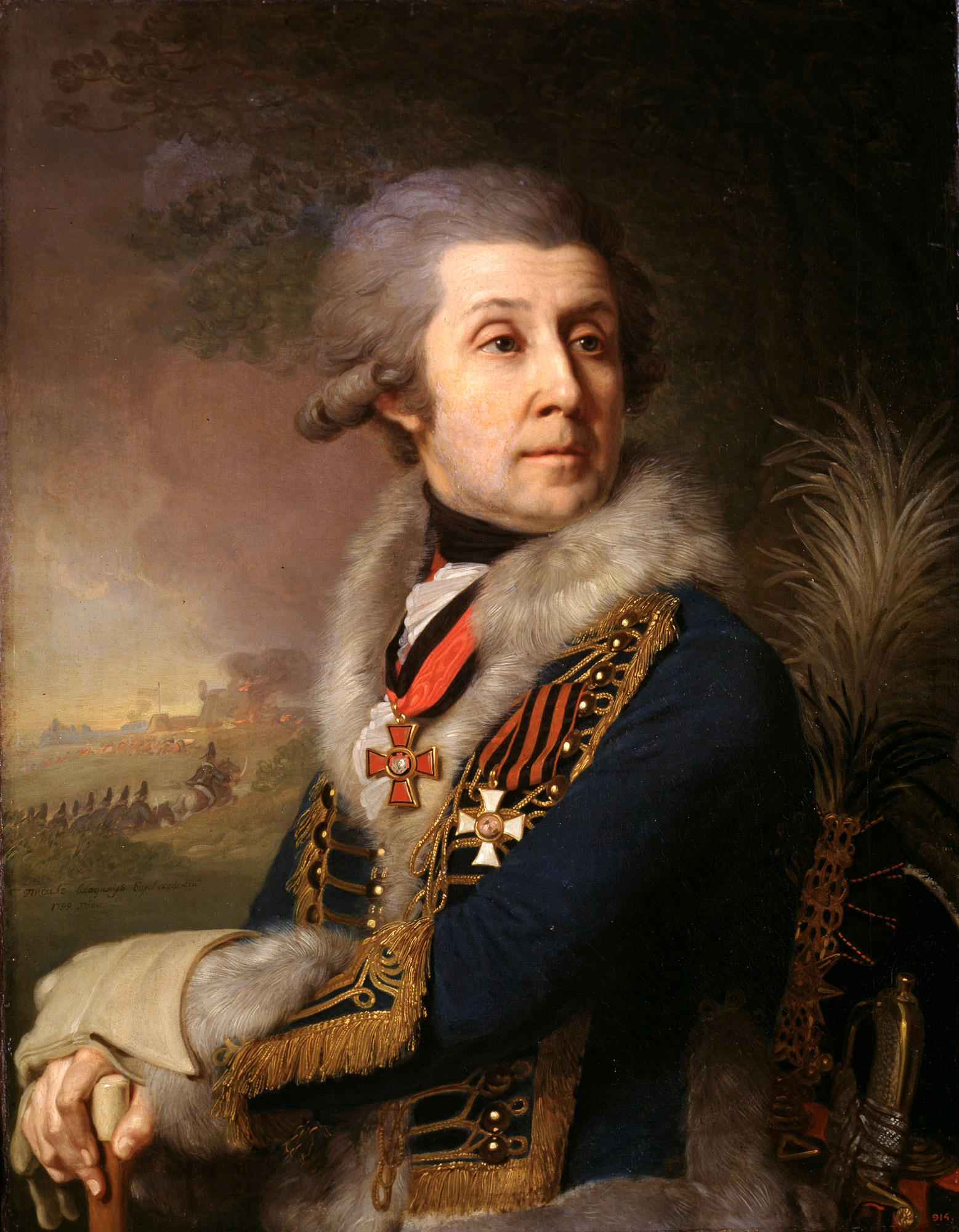
Portret F. Borowskiego (1799)
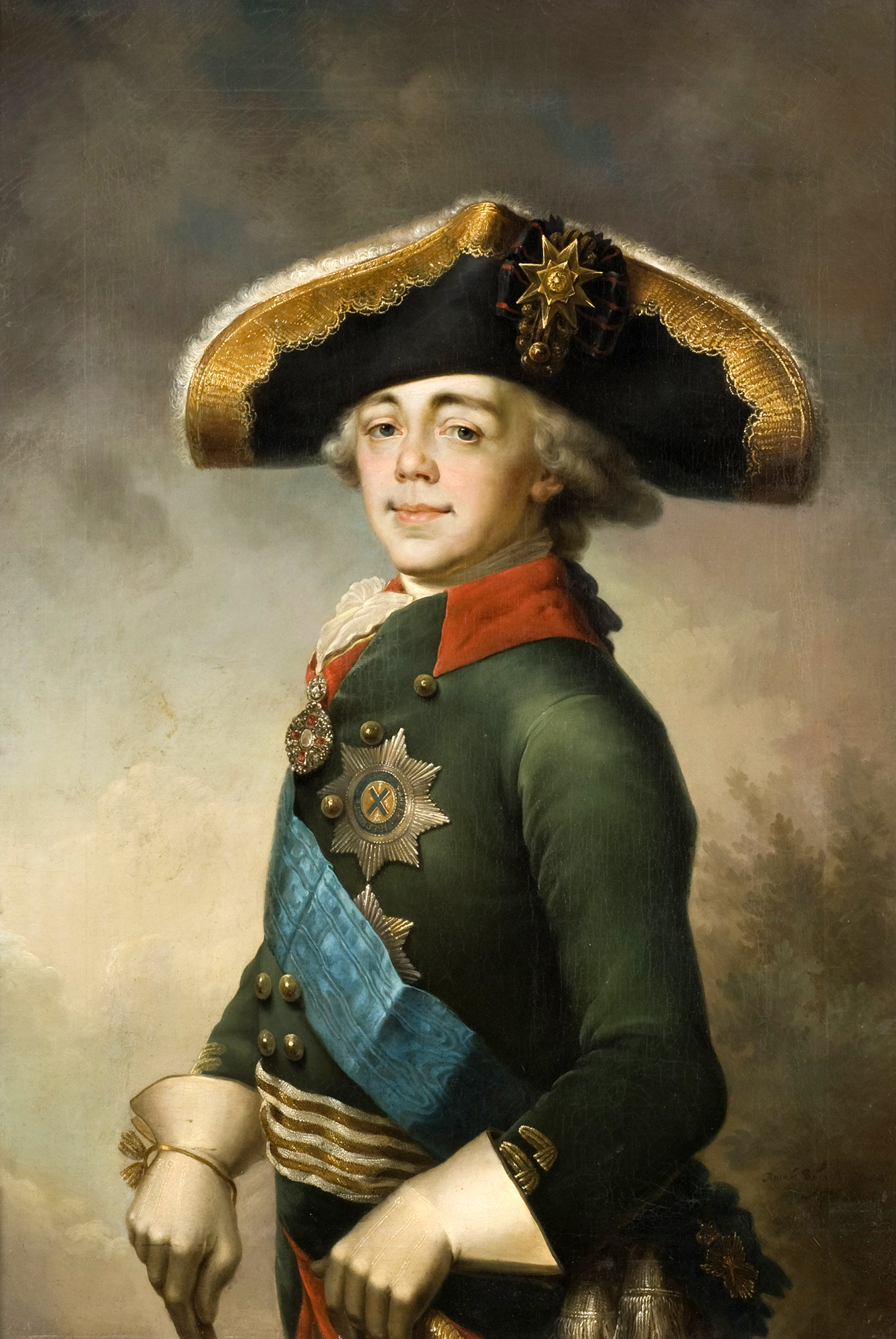
Portret cara Pawła I (1800)

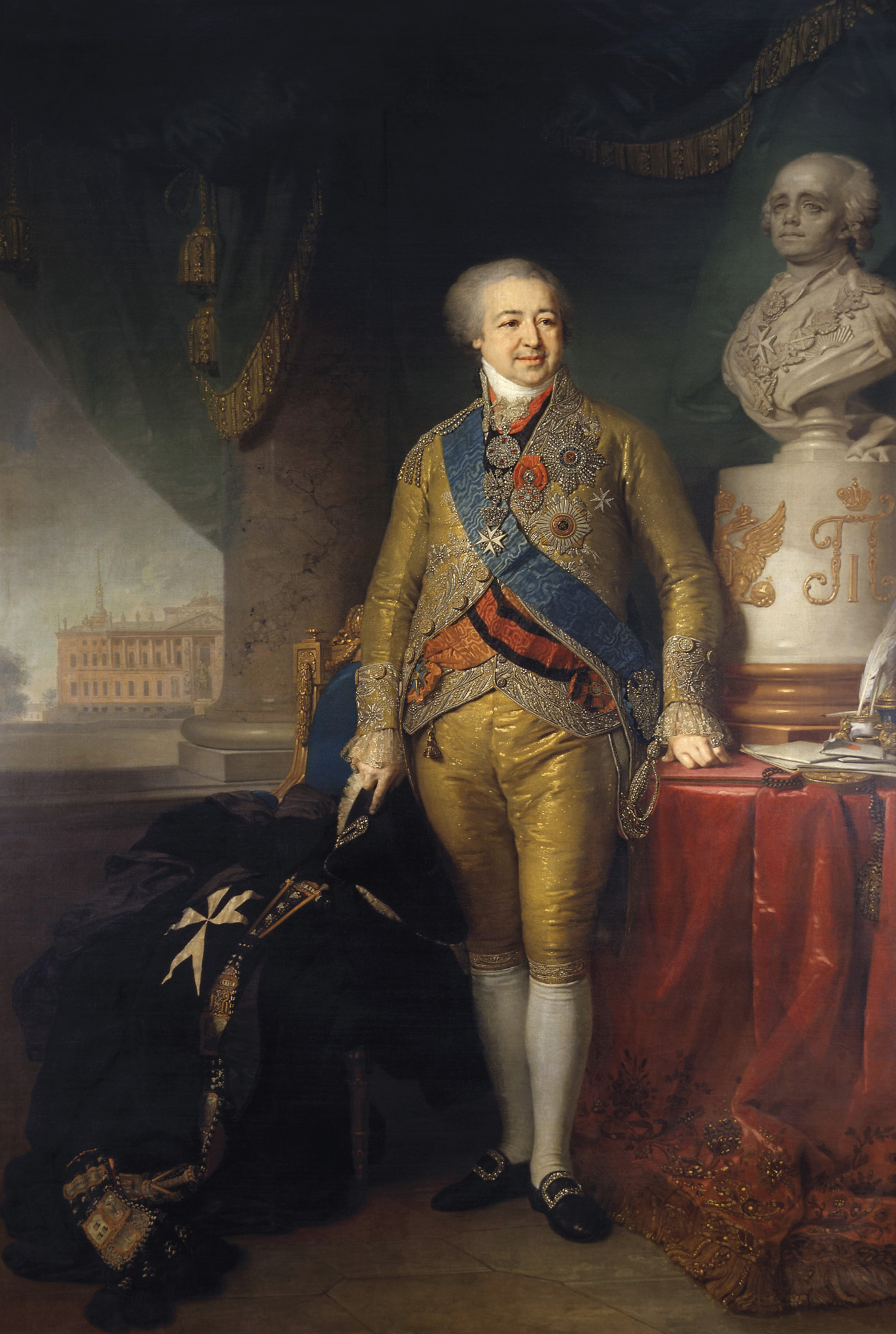
Portret Aleksandra Kurakina (1802)
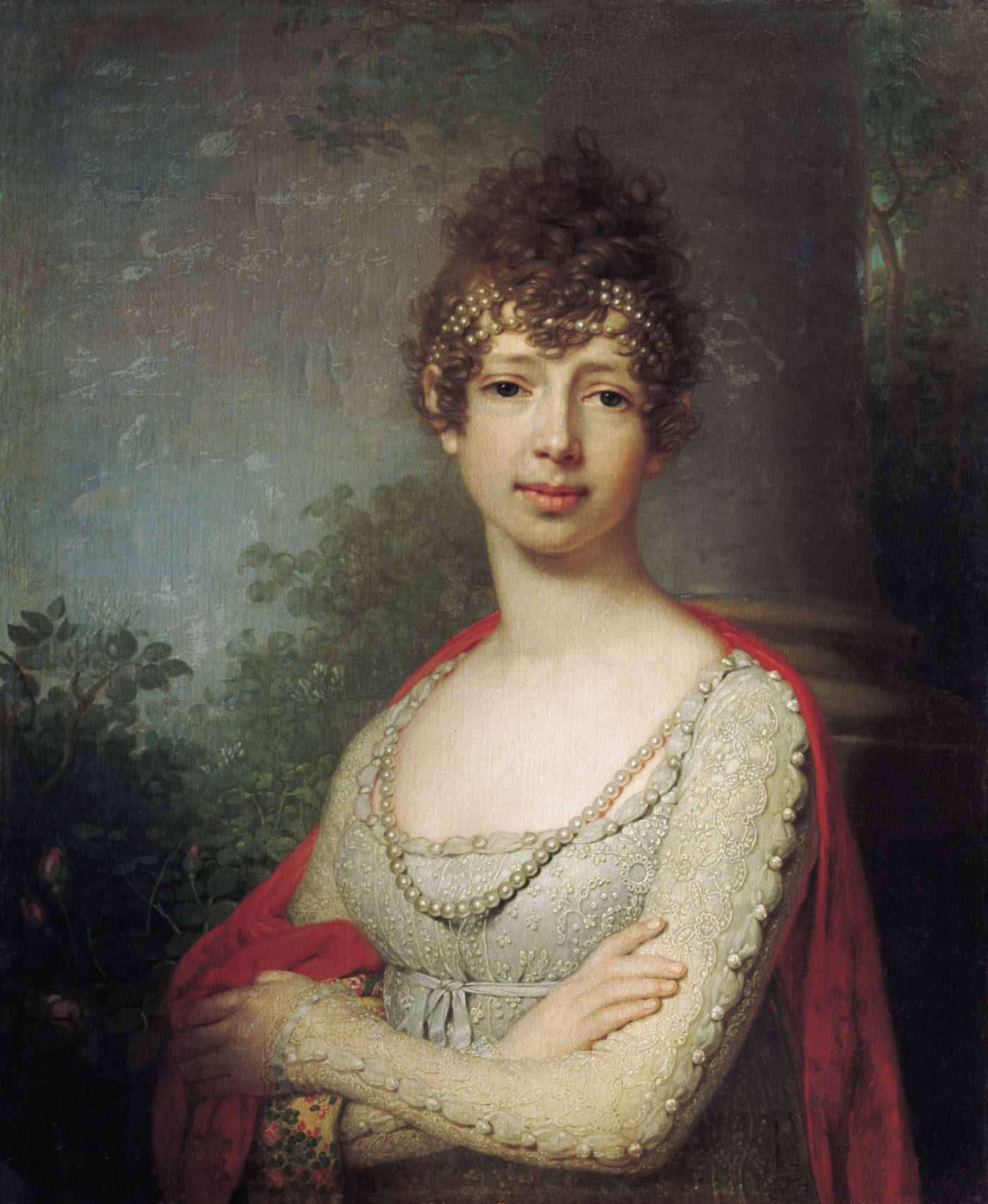
Portret arcyksiężny Marii Pawłownej (ok. 1800)
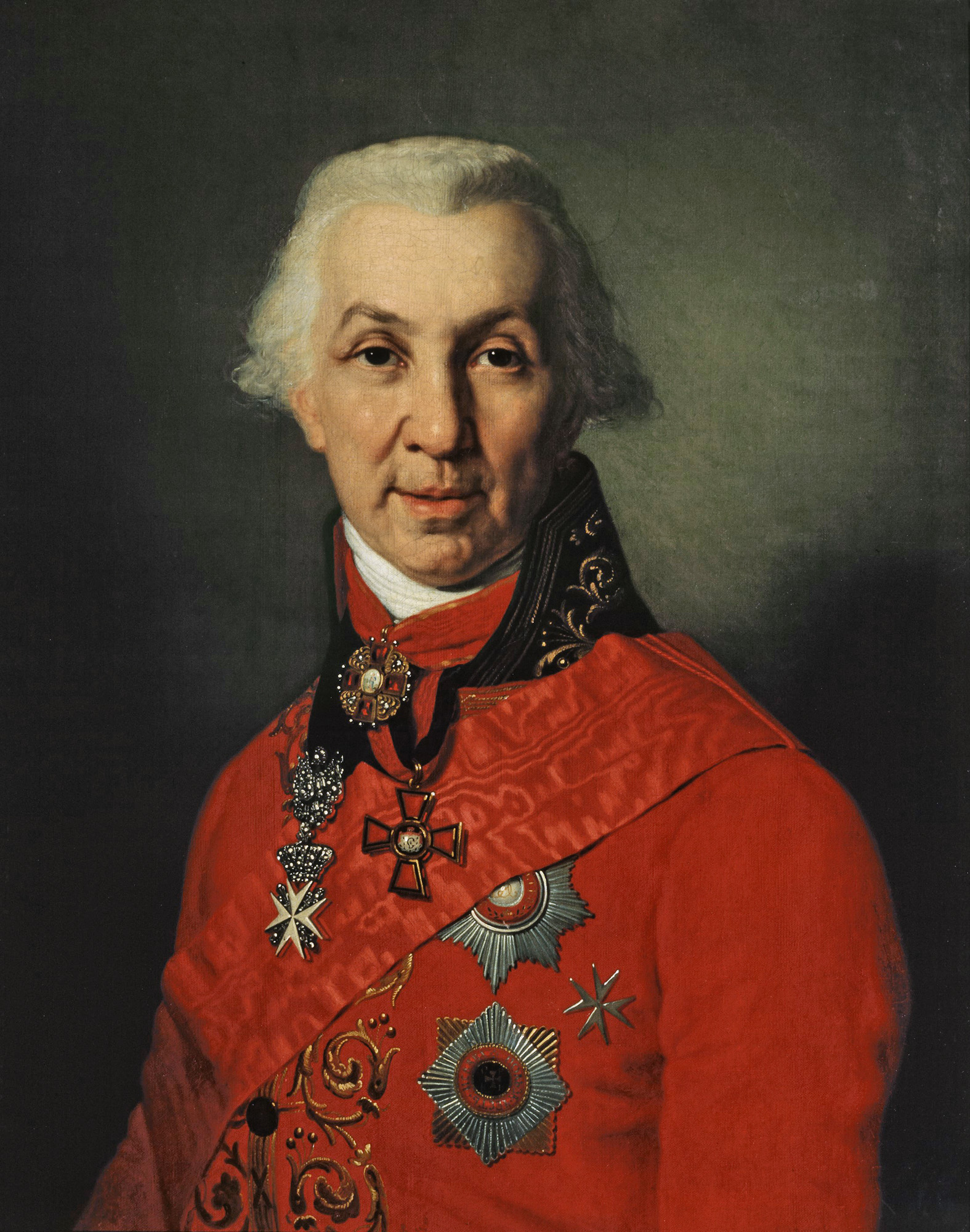
Portret Gawriiła Dierżawina (1811).
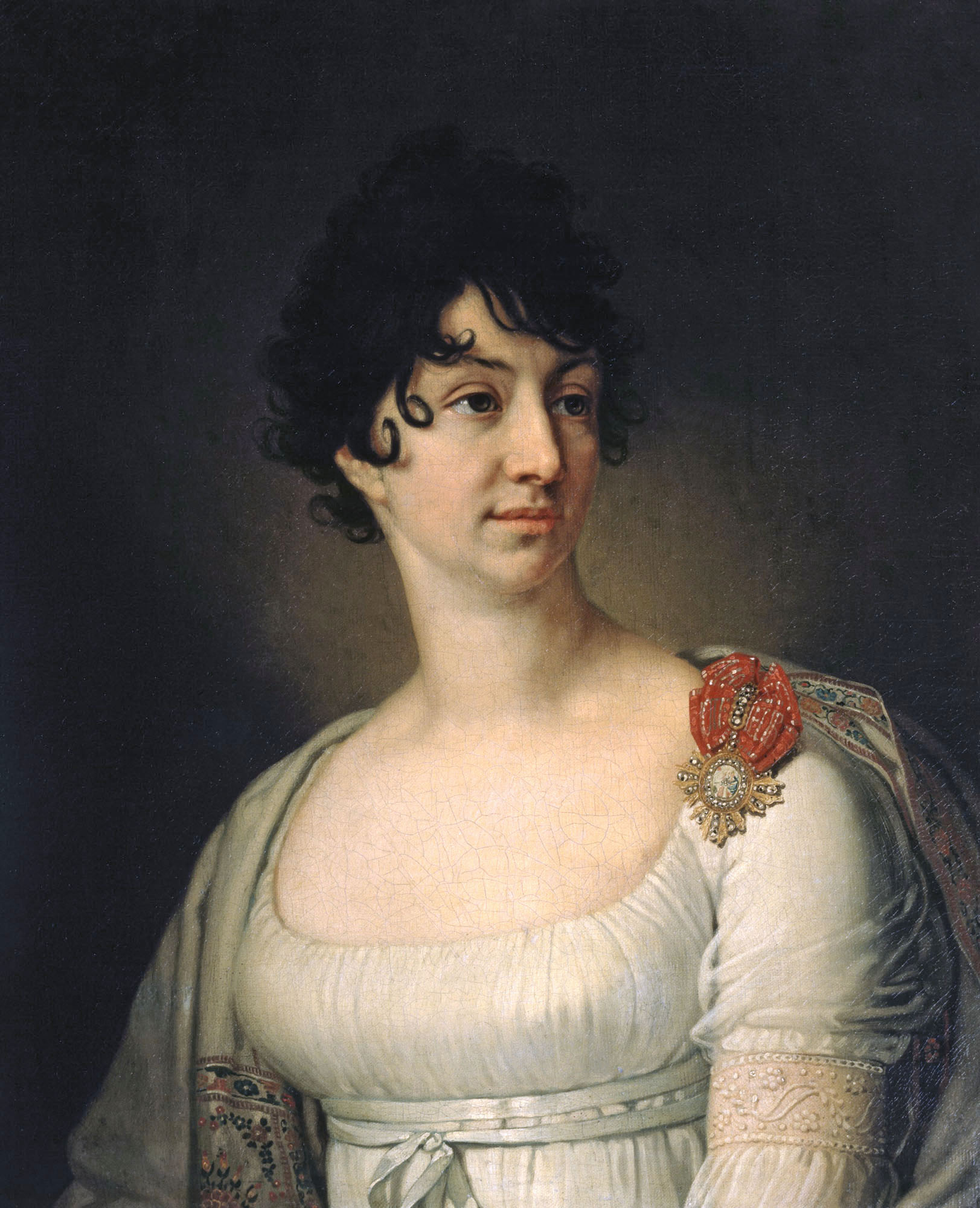
Portret S. Rajewskiej. (1813)

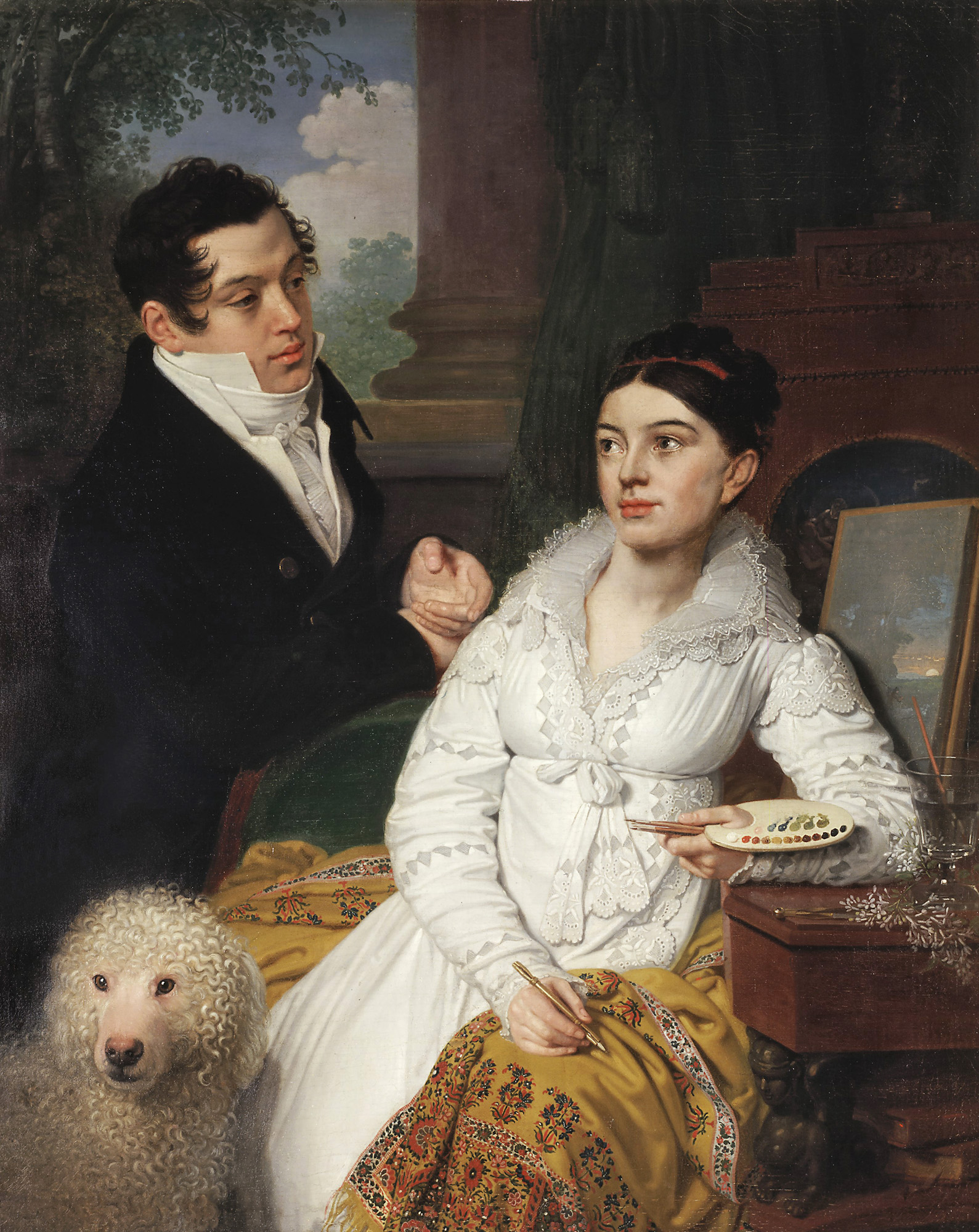
Portret A.G. i A.A. Łobanow-Rostowskich (1814).
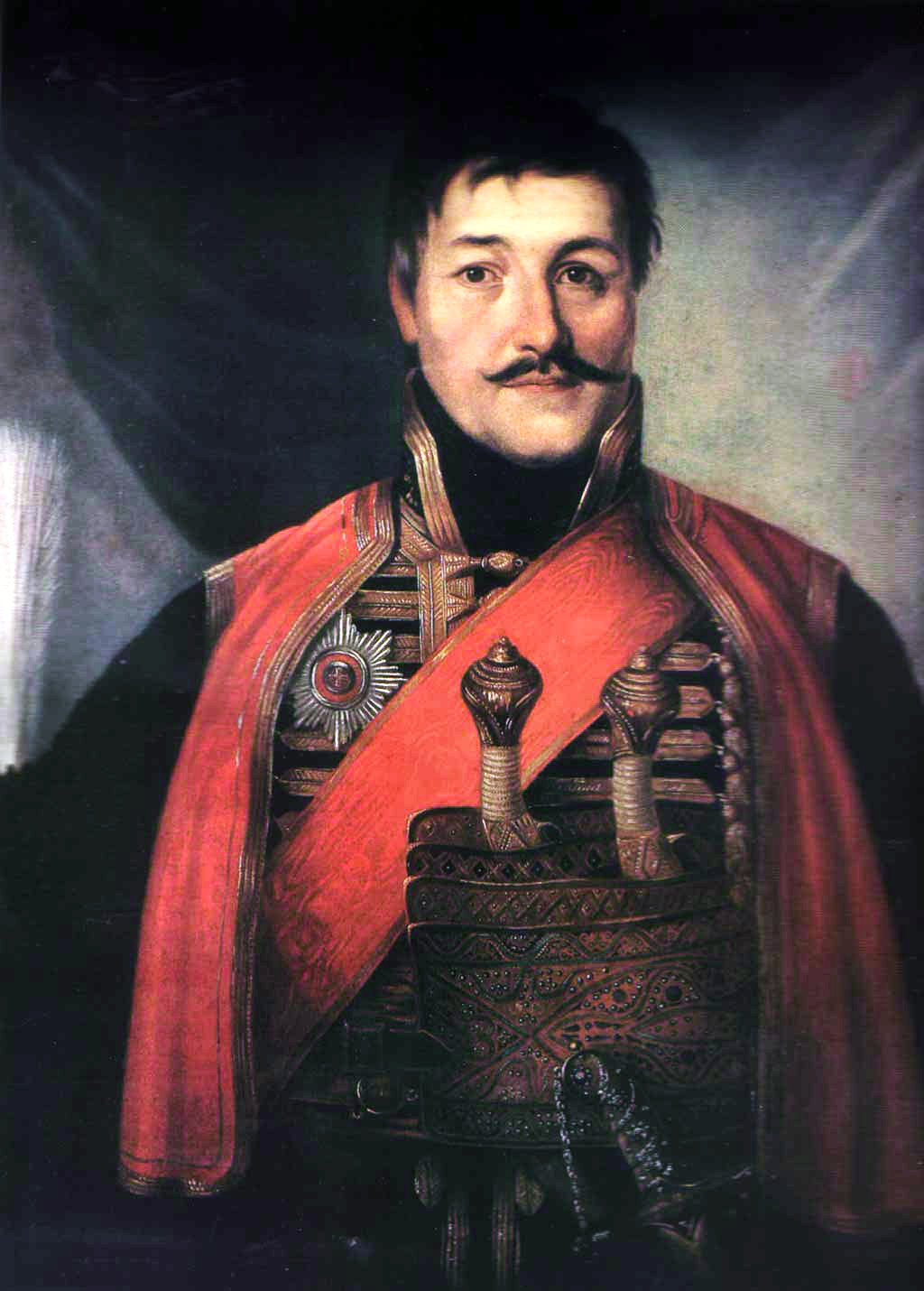
Portret serbskiego księcia Karadżordżewicza (1816)
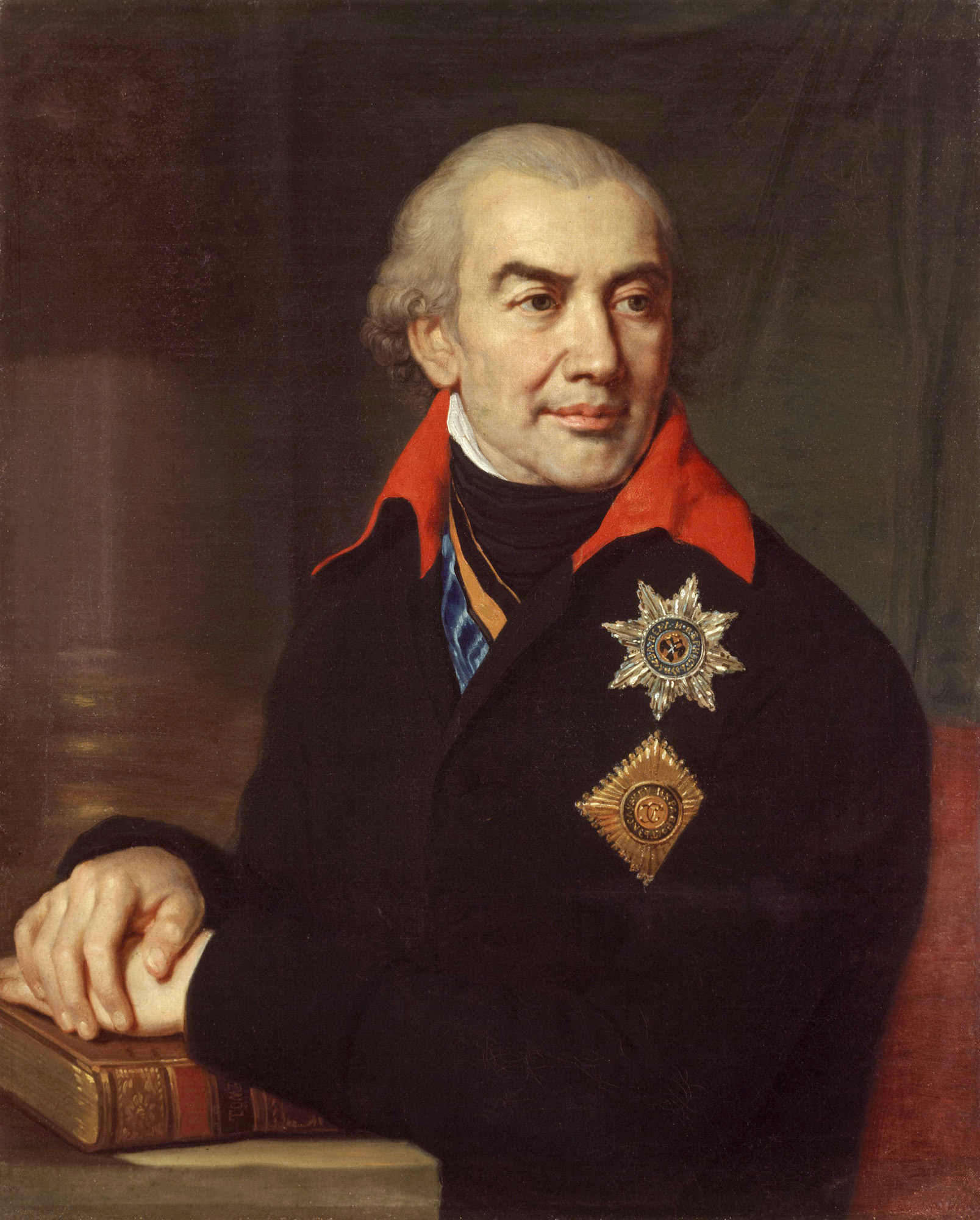
Portret księcia Grigorija Wołkońskiego
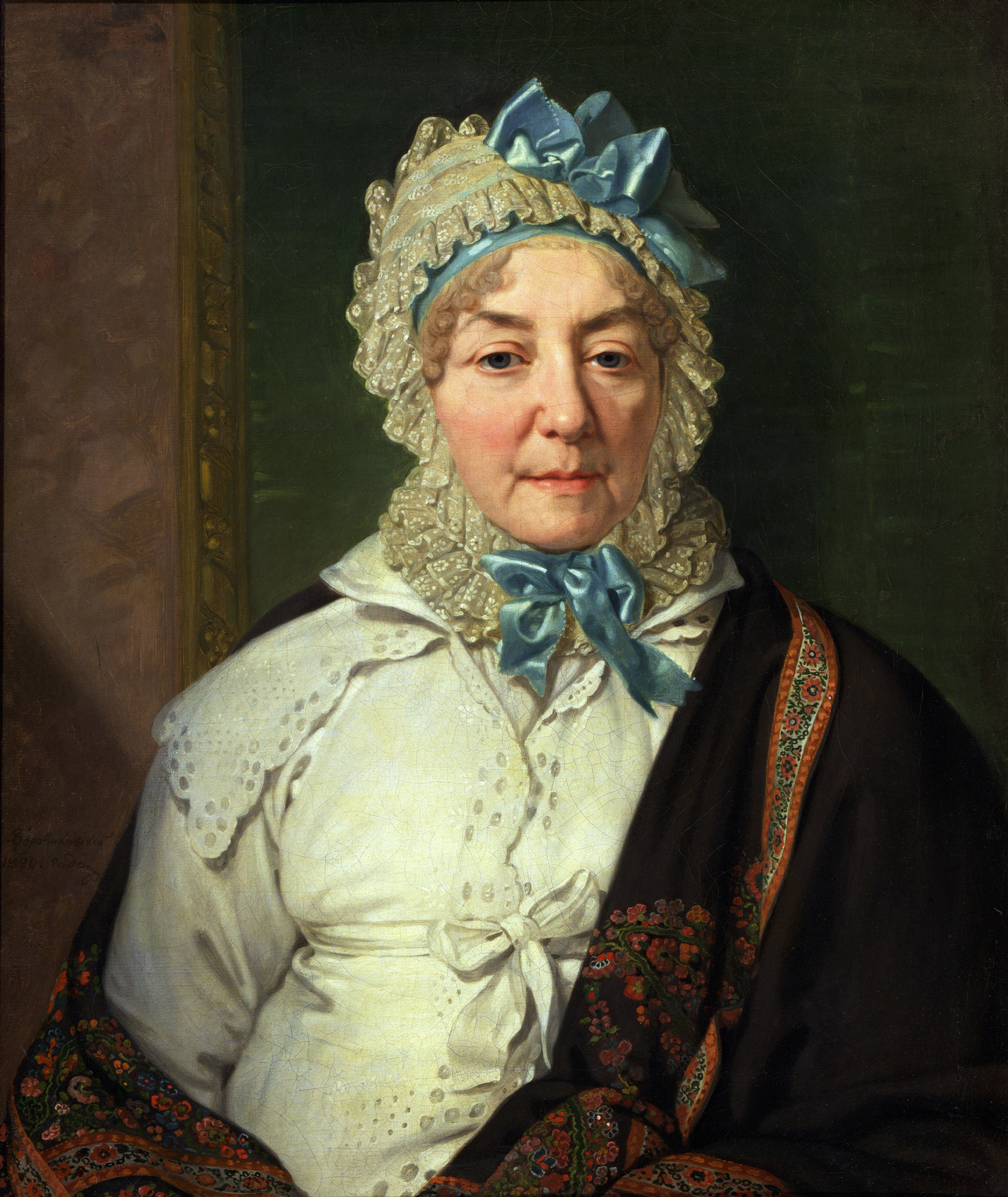
Portret E. Archarowej (1820)
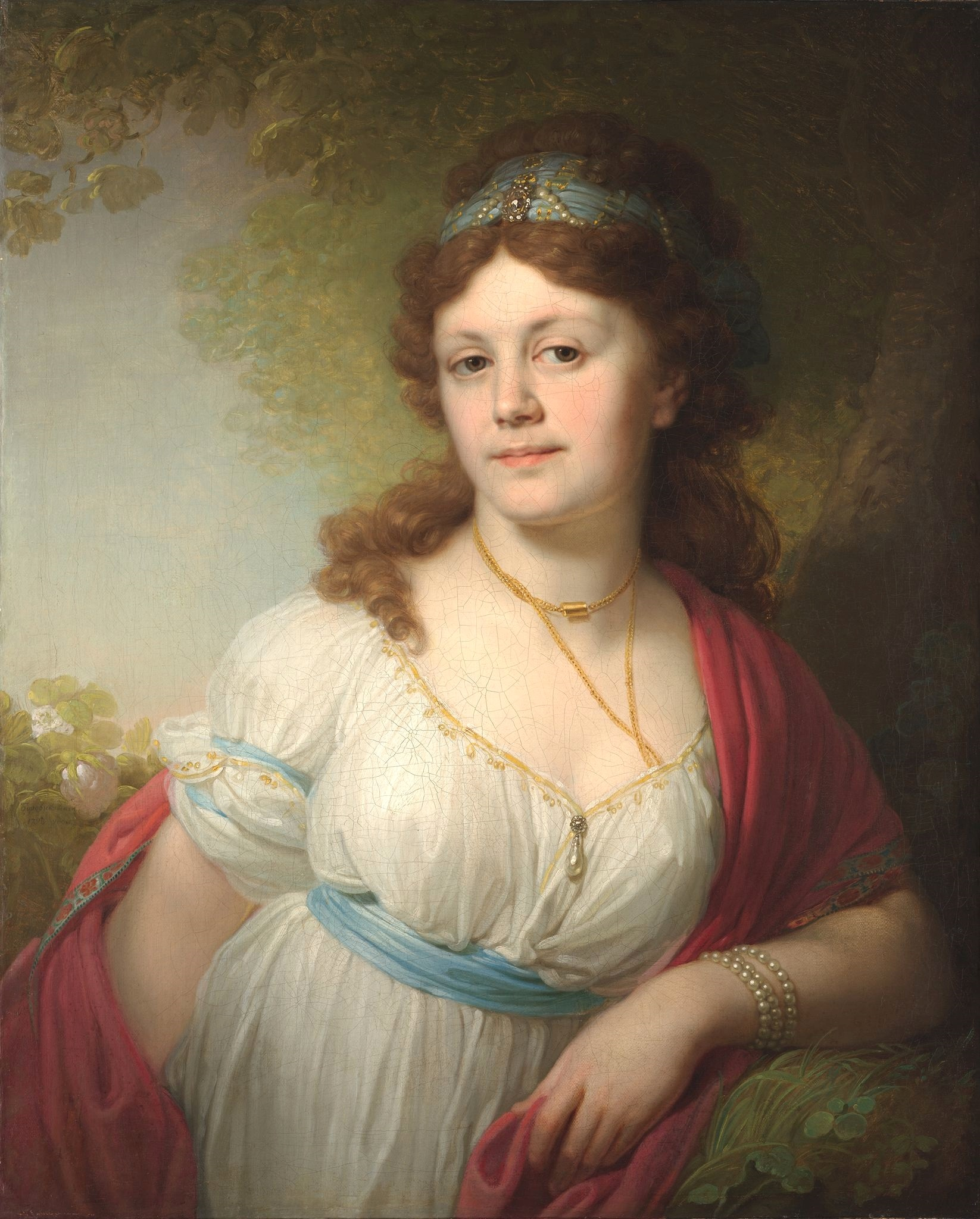
Portret Jelizawiety Tiomkiny, 1798